# Ernst Johann von Biron
Ernst Johann von Biron (lettiska: Ernests Johans Bīrens; ryska: Эрнст Иоганн Бирон: Ernst Iogann Biron), född 3 december (13 november g.s.) 1690 i Kalnciems, död 28 december (17 december g.s.) 1772 i Mitava (nu Jelgava i Lettland), var hertig av Kurland och regent för den ryske tsaren Ivan VI. Han var far till Peter von Biron.
Biron relegerades från universitetet i Königsberg, och blev därefter sekreterare hos änkehertiginnan av Kurland Anna Ivanovna, och utnämndes 1720 till kammarjunkare och vann snart sin härskarinnas obegränsade förtroende. Hennes uppstigande på den ryska kejsartronen 1730 öppnade för honom en glänsande karriär. Redan samma år blev av överkammarherre och erhöll vidsträckta förläningar i Livland. Efter att ha reda förut tillägnat sig den franska hertigsläkten Birons namn och vapen, tilldelades han på kejsarinnans förbön tysk riksgrevevärdighet. 
Stödd på det så kallade "tyska partiet"" med Andrej Osterman och Burkhard Christoph von Münnich i spetsen, var han under nära tio år Rysslands verklige regent, och styrde med hänsynslös kraft och gjorde sig allmänt hatad. Efter det kurländska hertighuset Kettlers utslocknande på manssidan, genomdrev Anna under vapenhot hans val till hertig av Kurland 1737 och skaffade honom 1739 den nödvändiga polska förläningen av området. Biron stannade dock kvar i Sankt Petersburg, varifrån han levde på räntorna från sitt hårt beskattade hertigdöme. Han behöll sitt inflytande över kejsarinnan in i det sista, på dödsbädden utsåg hon honom till riksförmyndare. Redan efter tre veckor föll han dock natten mellan 19 och 20 november 1740 offer för en av Münnich tillställd statskupp och deporterades till Sibirien.
Här hölls han i hård fångenskap, men Elisabets tronbestigning förbättrade hans läge. År 1741 flyttades han till Jaroslavl, och 1762 lät Peter III frigiva honom, och i november samma år kallades han till Sankt Petersburg. Katarina II visade honom stor välvilja, och med hennes hjälp lyckade han till och med återvinna sitt hertigdöme, men måste redan 1769 efter en våldsam konflikt med ridderskapet i Kurland abdikera till förmån för sin son Peter. Sina sista levnadsår tillbringade han som privatman i Mitau.